# 2000년 하계 올림픽 사우디아라비아 선수단
사우디아라비아는 2000년 9월 15일에서 10월 1일까지 오스트레일리아 시드니에서 열린 2000년 하계 올림픽에 참가했다.

## 메달 집계

### 메달리스트
| 메달 | 이름            | 종목 | 세부 종목   | 날짜 |
| ---- | --------------- | ---- | ----------- | ---- |
|      | 하디 소마일리   | 육상 | 400m 허들   |      |
|      | 할레즈 알레이드 | 승마 | 개인 장애물 |      |